# سونيا ملكة النرويج
الملِكةُ سُونِيا (بالنُّروِيجِيَّة: Dronning Sonja)‏ (4 يُوليُو / تَمُّوز 1937) ملِكة المملكَة النُّروِيجِيَّة، كَرِيمَة كارل أُوجاست هارلدسن وداغني هارلدسن، وقرِينة ٱلملِك هَارالد الخَامِس مَلِك مملكَة النُّروِيج.

## النشئ والتعليم
وُلدت جَلالَة الملِكة فِي أُوسْلُو العَاصِمة الرَّسمِيَّة لِمملكة النُّروِيج وأَكبَرُ مُدُنهَا، فِي يَوم 4 يُولْيُو / تَمُّوز سَنة 1937، مِن الأَب كارل أُوجاست هارلدسن (1959-1889) رجل اَلأَعمال، وَمِنْ الْأُمِّ داغني هارلدسن (1898-1994) فِي مِنطقة ڤيندرن شَمَال مَدينة أُوسْلُو. أَتمَّت تَعلِيمُها الثَّانَوِيِّ عَامَّ 1954 ومِن ثَمَّ حَصَلت عَلَى دَرَجة الدِّبلُوم. وفِي مَدينة لِوزَانِ السُّوِيسرِيَّة دَرَست المُحَاسبة، وتَصمِيم الأَزياء، والعُلُوم الاِجتِمَاعِيَّة. ولِمزِيدٍ مِن التَّعلِيم عَادَّت إِلَى مَملكَة النُّروِيج، لِتلتحِق بِجامِعَة أُوسْلُو الَّتِي تُصنف ضِمن أفضل الجامِعاتِ الإِسكندِنَافِيَّة، حيثُ حَصَلت عَلَى دَرَجة البكَالُورِيُوس فِي الفَرنسِيَّة، والإِنجِلِيزِيَّة، وتَارِيخ الفُنُون. وفِي واشِنطُن عَاصِمة الوِلاَيات المُتّحِدَة الأمِيركِيّة عَامِّ 1994 كَرَّمت جَامِعَة الْمُحِيطِ الْهَادِئِ اللُوّثرِيَّة بِمِنحِهَا الدُّكتُوراة الفخرِيَّة فِي الآدَاب الإِنسَانِيَّة تَقدِيراً لِإِسهاماتِ جلَاَلَتها فِي هَذا المَجال.

## الزواج والأسرة
فِي عامّ 1959 كَان اللِّقاء الأَول بين الأنسة سُونِيا هارلدسن (لاحِقاً الملِكة سُونِيا) وَصاحب السُّمُو الأَمير هَارالد الخَامِس ولِي عهِد مملكَة النُّروِيج (لاحِقاً ٱلملِك هَارالد الخَامِس)، وفِي يَوم 29 أُغُسْطُس / آب مِن العامّ 1968 تزوُّجَا فِي كاتِدرائِيّة أُوسْلُو الواقِعة فِي قَلب مملكَة النُّروِيج. وبَعدمَا أُقِيَمت مَراسِم الزِّفَاف الّذِي اِحتفَلت النُّروِيج والعالَم بِهُمَا، بَدأَت الأَميرة الجدِيدة تَأدِيَة واجِباتِها المَلِكِيَّة فِي النُّروِيج وخَارِجهَا. فِي عامّ 1972 شَاركت فِي إِنشاء صُندُوق الأَميرة مَارثَا لُوِيز، الَّذِي يوفُر المُساعدة لِلأَطفال ذوِي الاِحتِياجَات الخاصَّة فِي النُّروِيج. كمَا شاركت فِي وفد الصَّليبُ الأحمر لبُوتسوانا وزِيمبابوي عامّ 1989 وكانت فِي تِلك الأثناء نائِبة لرئِيس الصَّليبُ الأحمر النُّروِيجِيَّ (1987-1990).
تُوُفِّي ٱلملِك أُولافَّ الخَامس فِي 17 ينايِر / كانُون الثَّانِي 1991، وَفِي يَوْمِ 21 ينايِر / كانُون الثَّانِي 1991 تُوِّج صاحِبُ السُّمُوِّ ولَّى العهد هَارالد الخَامِس ملكاً على النُّروِيج وأَصبحت الأَميرة سُونِيا مَلِكة النُّروِيج.
أَنجبتِ الأَميرة مَارثَا لُوِيز عامَّ 1971، والأَمير هاكُون مَاغنوس ولِيّ عهِد النُّروِيج عامَّ 1972، ولَهَا خمسة مِن الأَحفاد.

## الرِّعَاية الملِكِيَّة السَّامِّيَّة
تَحتفِي الرِّعاية الملِكِيَّة النُّروِيجِيَّة السَّامِّيَّة، بِالجُمُعَِيات، والمراكِز، والمَعهد، والفعَّالِيَّات ذاتُ القِيمة والأَهمِيَّة المُجتمعِيَّة. وَلََلِفن، والثَّقافة، والتُّراث، مكانة خاصَّة لدي البيت الملَّكِيّ النُّروِيجِيّ والشُّعب النُّروِيجِيّ بِشكلٍ عامَّ.

### الرِّعَاية
تشمّل رِعَاية جَلالَة الملِكة سُونِيا التَّالِي:
- مِهرجان إلفيروم المُوسِيقى.
- مركز موارِد مِيرَا الأسود لِدعم المُهاجرات واللَّاجِئات.
- الرَّابِطة الوطنِيَّة لِلمُوسِيقى الشَّعبِيَّة.
- الجمعِيَّة النُّروِيجِيَّة لِلفُنُون الشَّعبِيَّة والحِرف اليَدوِيَّة.
- جمعِيَّة البُستانِيّ النُّروِيجِيَّة.
- المَعهد النُّروِيجِيّ فِي أَثِينا.
- المَعهد النُّروِيجِيّ فِي رُومَا.
- جمعِيَّة المَتَاحِف النُّروِيجِيَّة.
- دار أُوبِرَا وبالِيه النُّروِيج الوطنِيَّة.
- مِهرجان قاعَة أُوسْلُو المُوسِيقى.
- أُوركِسترَا أُوسْلُو.
- كُلّيّة الصَّلِيب الأحمر الشّمالِيّ لِلعالِمِ المُتَّحِد.
- الجمعِيَّة الملِكِيَّة النُّروِيجِيَّة لِلتَّنمِية.
- جمعِيَّة المُحافظة على الآثارِ النُّروِيجِيَّ.
- جمعِيَّة أُوركِسترَا الشَّباب النُّروِيجِيَّة (UNOF).

### جائِزَة الملِكة سُونِيا لِلِفن التَّشكِيلِيَّ
أُسِّست مُؤسَّسة جَلالَة الملِكة سُونِيا لِلِفن فِي عامِّ 2011، وفِي عامِّ 2014 أَصبحت جائِزة دولِيَّة. تَسعى الجائِزة إِلى إِثارة الاِهتِمامِ وتشجِيع وتعزِيزِ تطوِير فَنّ الرَّسم. وتقدُّم هَذه الجائِزة كلُّ سِنَّتين. وتَصَنُّفٌ جائِزَة الملِكة سُونِيا لِلِفن التَّشكِيلِيَّ علَى إِنها أَكبر جَائزة لِلِفن الرَّسم فِي العَالِم.

### جائِزَة الملِكة سُونِيا الدُّوَلِيَّة للمُوسِيقى
تُقام مُسابقة الملِكة سُونِيا الدُّولِيّ لِلمُوسِيقَى كُل عامَّين مُستقطِبٍ المُطرِبِين المُتمَيِّزِين مِن جمِيع أَنحاءِ العَالِم. وتشمّل رِعَاية جَلالَة الملِكة سُونِيا مُتابعة المُنافسة وتَقدِيم الجوائز لِلفائِزِين.

### جائِزَة الملِكة سُونِيا لِلمدرسَة المُميِّزة
تُمنح جائِزة مدرسَة الملِكة سُونِيا فِي كُلُّ عامِّ لِلمدرسَة الَّتِي أَثبتت التَّفوُّق فِي جُهُودِها الرَّامِيَة إِلَى تعزِيزِ بِيئَة تعلِيمِيَّة أَفضل لِطُلَاَّبِها.

## وصلة خارجية
- سونيا ملكة النرويج على موقع IMDb (الإنجليزية)
- سونيا ملكة النرويج على موقع ميوزك برينز (الإنجليزية)
- سونيا ملكة النرويج على موقع قاعدة بيانات الفيلم (الإنجليزية)
- سونيا ملكة النرويج على موقع أوليمبيديا (الإنجليزية)

الصَّفحة الرَّسمِيَّة لِلبِّيت الملكِيَّ النُّروِيجِيّ (باللُّغَتيِن النُّروِيجِيَّة، والإِنجِلِيزِيّة).